# Lipidek
A lipidek az élőlények létfontosságú szerves vegyületei, többnyire glicerint és zsírsavat tartalmazó apoláris makromolekulák. Mindig apolárisak, illetve rendelkeznek apoláris jellegű molekularésszel, ezért víztaszítókban és zsíroldószerekben oldódnak. Nevük a görög liposz (λίπος = zsír) szóból származik.
A foszfolipidek a sejthártya szerkezeti elemeiként töltik be egyik legfontosabb biológiai szerepüket, a terek elválasztását. A molekulának az a része, amelyben a foszforsav képez észtert glicerinnel, poláros hidrofil rész. Ezért vízzel könnyen lép kölcsönhatásba, a vízmolekulákkal hidrogénkötést tud kialakítani. Felépítésük miatt a foszfatidmolekulák vizes közegben a neutrális zsíroktól eltérően viselkednek. Poláros részükkel a víz felé fordulnak és a poláros vízmolekulákkal hidrogénkötéseket, létesítenek. Az apoláros részük viszont, mivel vízben oldhatatlan, kirekesztődik a vizes oldatból. Ezért a foszfatidok vizes közegben cseppeket v. vékony hártyákat alkotnak. Több ezer molekula építi fel, nagysága eléri a kolloid méreteket. Biológiai szempontból a sejtek különböző határhártyáinak kialakításában jelentősek a foszfatidok.
A lipidekben a szén- és hidrogénatomok száma rendszerint nagyobb, mint a szénhidrátokban. Többségük hidrofób, tehát apoláros oldószerekben (pl. benzol, petroléter, dietil-éter, n-hexán, kloroform) jól oldódnak. A tartaléktápanyagként szolgáló lipidek (zsírok és zsíros olajok) különösen ismertek, hiszen számunkra és a növényt fogyasztó állatok részére fontos táplálékot szolgáltatnak. Rendszerint magvakban, ill. termésekben találhatók. A magon belül sziklevélben vagy endospermiumban lokalizálódnak, és csírázás folyamán mindaddig energiát és szénvázat nyújtanak, amíg el nem kezdődik a fejlődő csíranövény fotoszintetikus tevékenysége.
A lipidek közül a poláros csoportokat tartalmazó poláros lipidek (foszfolipidek, glikolipidek) nagyon fontos szerkezeti és funkcionális szerepet töltenek be, a citoszkeleton membránszerkezetének kialakításában és biokémiai folyamataiban.
Szerkezeti lipidekhez sorolhatók a viaszok, továbbá a kutin és a szuberin sokféle komponense.
Lipidekhez csoportosítjuk azokat a lipidanyagcserével szorosan összefüggő zsírszerű anyagokat (lipoidokat), amelyek ugyancsak a membránok felépítésében nélkülözhetetlenek (pl. szterolok, főként sztigmaszterol és β-szitoszterol), továbbá a már korábban említett terpenoidokat. Zsírsavak speciális átalakulásával képződnek a polialkinek.
Ha az adott lipid egyik acil-csoportja foszfát, akkor a képződő foszfatidsav lehetővé teszi újabb poláros molekulák (pl. alkanolaminok, szerin, inozitol) kapcsolódását. Így keletkeznek a foszfolipidek. Például a gyógyászatban használt lecitinben a kolin (kvaterner etanolamin) kapcsolódik a foszforsavhoz. A szójaolaj előállításánál képződő melléktermék tisztításával állítják elő a szójalecitint.
A poláros lipidek másik nagy csoportját a glikolipidek alkotják, ezekben a glicerin egyik OH-csoportjával cukor- vagy cukoralkohol-molekulák képeznek étert, a másik kettőhöz zsírsavak észtereződnek. Gyakori glikolipidek a mono- és digalaktozildigliceridek, a fotoszintetikus membránok fontos összetevői.
A bioszintézis lényege, hogy a dihidroxi-aceton-foszfát NADH segítségével glicerin-3-foszfáttá redukálódik, majd acil-transzferázok közreműködésével jönnek létre a sejtmembránok foszfolipidjei és tároló olajtestek (oleoszómák) tartaléklipidjei.

## Csoportosítás

### Hidrolizálható lipidek

#### Neutrális zsírok (egyszerű zsírok)
- háromértékű alkohol (glicerin) + 3 zsírsav
  - zsírsavak lehetnek pl.:
    - palmitinsav: C15H31COOH
    - sztearinsav: C17H35COOH
    - olajsav: C17H33COOH
    - linolsav: C17H31COOH

  - apoláris
  - energiatároló, vitamin oldószer, hő és mechanikai védelem
  - pl. sertészsír, cetzsír, tőkeolaj, repceolaj

#### Összetett zsírok (lipoidok)
1. Foszfatidok

- glicerin + 2 zsírsav + H3PO4 + poláris molekula észtere
  - poláris és apoláris (amfipatikus)
  - micella (belül hidrofób rész, kívül pedig hidrofil rész)
  - membránokat (határhártyákat) képez
  - pl. lecitin, kefalin

### Szteroidok
- szteránváz (gonán alapváz) + oldalláncok
  - apoláris
  - hormonok, felületi feszültségcsökkentők, epesav (emésztésben a zsír lebontásában segít)
  - pl. koleszterin, ösztrogén, tesztoszteron, D-vitamin

#### Karotinoidok
- izoprén (8 db) származék
  - apoláris, konjugált kötések jellemzik a szénláncot, ami miatt ezek a lipidek színanyagok
  - fotoszintetikus festékek, színanyagok
  - pl. karotin (sárgarépa), likopin (paradicsom), xantofill (növény levele, sárgás színt adja), A-vitamin

## Fordítás
- Ez a szócikk részben vagy egészben  a   Lipids című angol Wikipédia-szócikk fordításán alapul.  Az eredeti cikk szerkesztőit annak laptörténete sorolja fel. Ez a jelzés csupán a megfogalmazás eredetét és a szerzői jogokat jelzi, nem szolgál a cikkben szereplő információk forrásmegjelöléseként.